# Bengkulu (thành phố)
Bengkulu là một thành phố nằm ở bờ tây của đảo Sumatra, Indonesia. Thành phố này là tỉnh lỵ của tỉnh Bengkulu. Thành phố Bengkulu có diện tích 144,52 km² và dân số khoảng 200.000 người. Thành phố này là một trong các địa phương chịu ảnh hưởng lớn của một đợt động đất có cường độ 4,5-7,7 Richter vào ngày 12 tháng 9 năm 2007.

## Sách đọc
- Ricklefs, M. C., A History of Modern Indonesia since c. 1300 (2de édition), 1993

Bản mẫu:Bengkulu